# Michel Malaguti
Michel Malaguti, francoski general, * 27. marec 1898, † 14. september 1979.